# البديع الجنوبي (الأفلاج)
البديع الجنوبي، هي قرية من فئة (ب) تقع في محافظة الأفلاج، والتابعة لمنطقة الرياض في السعودية. وتبعد البديع الجنوبي عن محافظة الأفلاج بمسافة تقارب (38) كم.

## السكان
بلغ عدد السكان حسب تعداد 1431هـ (709) نسمة.

## التاريخ
البَدِيْع إحدى مدن الأفلاج (محافظة) الأثرية وتأتي الآن في الدرجة الثانية بعد ليلى قاعدة الأفلاج (محافظة) من حيث الاتساع وكثرة السكان.
وقديماً كان يسمى المذارع. والمذارع جمع مذرعة وهي البلاد المتوسطة بين الريف والبر.
والبديع الآن بديعان شمالي وجنوبي لكن بعضهما قريب من بعض لا يفصل بينهما سوى مزارع.